# Rosa Giner Martínez
Rosa Giner Martínez (Bicorb, València, segle XX - segle XX) va ser una política i feminista valenciana.

## Biografia
Rosa Giner treballava com a mestra en un col·legi de La Vall d'Uixó. Quan s'inicia la guerra el seu estat civil era el de vídua, tenia 36 anys i un fill de 9 anys al seu càrrec. Des del primer moment havia defensat la tasca educativa republicana. En les aules tractava d'impartir una educació laica, deixant de costat la qüestió religiosa perquè constrenyia la llibertat de les persones i el raonament. Estava afiliada a la Federació Espanyola de Treballadors de l'Ensenyament de la UGT, en la seva secció de Castelló. Més endavant, quan esclata la Guerra Civil, es posiciona immediatament a favor de la legalitat de la Segona República, i treballa com a infermera voluntària a l'Hospital de la Vall d'Uixó. Durant el conflicte bèl·lic va sol·licitar una plaça per a traslladar-se a Rússia com a voluntària, al comandament d'una colònia de xiquets i xiquetes de famílies republicanes.
Políticament, Rosa Giner va ser, com a militant del PCE, una de les seues líders més destacades a la província de Castelló. Participava en mítings amb discursos i en la premsa de l'època com l'Heraldo de Castellón, on va escriure alguns articles propagandístics a favor de l'antifeixisme i la participació de les dones en la rereguarda. En aquestos escrits, denunciava el complot feixista en el cop d'estat i els països com Anglaterra i França, que van signar la política de no-intervenció en la Guerra Civil, així com reivindicava el paper més destacat que havien de tenir les dones i la joventut en el país.
A més, va fundar al municipi de la Vall d'Uixó l'Agrupació de Dones Antifeixistes (ADA), una organització que no s'autodefinia com a política però que en la pràctica estava vinculada a la ideologia comunista. Des d'aquesta organització, s'intentava capacitar professionalment les dones alhora que s'ajudava el govern del Front Popular a guanyar la guerra. La seva experiència en Madrid, on viatja després de la fallida feixista, li serveix d'exemple per posar en marxa l'ADA a la Vall d'Uixó i treballar a l'Hospital de sang de la localitat. Concretament, des d'aquest municipi l'organització va treballar solidàriament en feines de suport al front i als ferits de guerra, on l'Hospital de Benicàssim fou un dels organismes receptors de les ajudes de les dones antifeixistes valleres. Serà també una de les oradores que, amb Encarnación Fuyola, secretària general del Comité Nacional de l'ADA, participarà en el míting celebrat al Teatre Municipal de Castelló per donar a conèixer l'agrupació antifeixista.
L'obstaculització del dret al treball de les dones per organitzacions polítiques i sindicals va ser un fet denunciat reiteradament per Rosa Giner, que amb aquestes paraules animava les dones a ocupar els llocs de treballs: ací tens el teu lloc en la fàbrica, en el taller, en el camp, compleix amb el teu deure de ciutadana i conquista amb el teu treball la teva independència econòmica, la teva independència política.
Quan acaba la Guerra Civil, va ser sotmesa a un consell de guerra, acusada d'adoctrinar els xiquets i les xiquetes i d'ensenyar-los a no creure en Déu; també es diu que portava pistola i que va confiscar un xalet per als rojos. Destaca la seva forta personalitat i el seu "to violent d'expressió". Rosa Giner va ser condemnada a 20 anys de reclusió menor i a la inhabilitació absoluta durant el temps de durada de la condemna. Això significava la pèrdua de la seva plaça en propietat de mestra nacional, i la privació de la seva forma de sosteniment familiar. Finalment, es va exiliar a Veneçuela on segueixen vivint els seus nets.